# Barrancas (comuna)
Barrancas fue una de las comunas que integró el antiguo departamento de Santiago, y que era perteneciente a la antigua provincia de Santiago, ubicada en el sector norponiente de la ciudad. 
Su territorio fue organizado por decreto del 25 de febrero de 1897, y en 1907, y de acuerdo al censo de ese año, la comuna tenía una población de aproximadamente 10435 habitantes. 
En 1975, se cambia su nombre a Pudahuel. Actualmente, el territorio original de la comuna incluye partes de Pudahuel, Cerro Navia, Lo Prado y Quinta Normal.

## Historia

### Administración
La comuna fue creada por decreto del 25 de febrero de 1897. Se formó mayoritariamente fruto de las migraciones de campesinos a la capital en la mitad del siglo XIX. Nació del camino hacia Valparaíso, (hoy Avenida San Pablo) y se consolidó dentro del Gran Santiago junto a las transformaciones urbanas de los años 1960.
La comuna fue suprimida por la dictadura militar, que creó en su lugar, mediante el decreto N.º 1.208 del 13 de octubre de 1975, la comuna de Pudahuel. Este decreto señalaba lo siguiente:

"Santiago, 13 de Octubre de 1975.- La H. Junta de Gobierno de la República de Chile ha acordado hoy lo siguiente:

Núm. 1.208.- Considerando:

Que en la comuna de Las Barrancas se encuentra ubicado el aeropuerto de Pudahuel;

Que como consecuencia de la importancia adquirida por el citado aeropuerto, su nombre, vocablo araucano que significa "en la laguna", es ampliamente conocido en el mundo entero;

Que la proyección nacional e internacional del Aeropuerto de Pudahuel, su importancia, el conocimiento y divulgación de su nombre, aconsejan hacer extensivas su denominación actual a la comuna en que se encuentra ubicado, y

Que el cambio de denominación coincide con el deseo del Gobierno de rendir un homenaje a la raza araucana al interpretar el sentir de la Patria toda, y

Vistos: Lo dispuesto en los decretos leyes N.os 1 y 128, de 1973, y 527, de 1974,

La Junta de Gobierno de la República de Chile ha acordado dictar el siguiente

Decreto ley:

Artículo único.- Cámbiase el nombre de la comuna de Las Barrancas, del departamento de Santiago, por el de comuna de Pudahuel."

Posteriormente, la explosión demográfica hacia 1980 sumó más de 300 mil habitantes, lo que impulsa su división administrativa para darle una mejor gobernabilidad. Así, Pudahuel es dividida en el año 1981, dando origen a las comunas de Cerro Navia y Lo Prado.

### La comuna

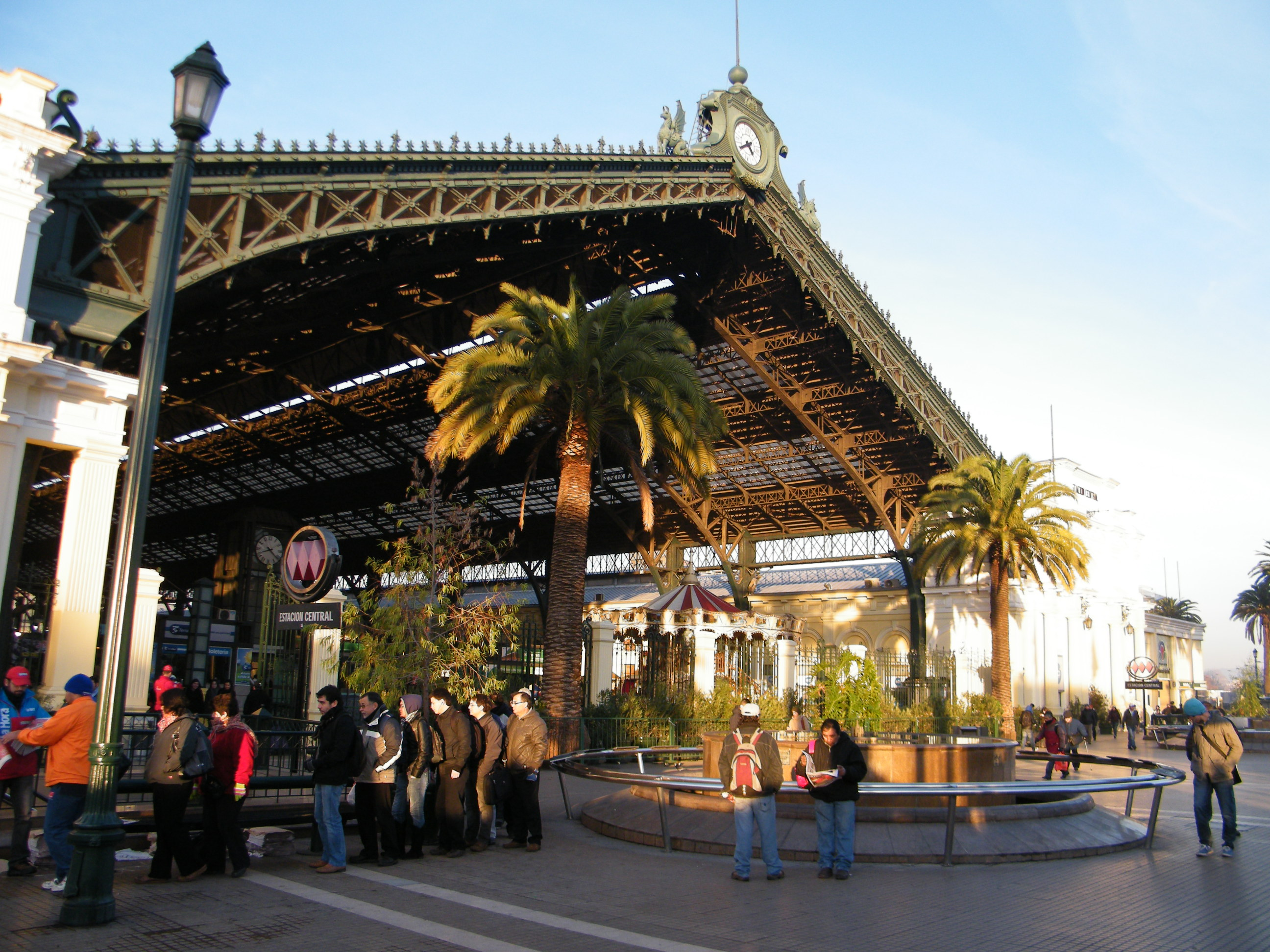
La Estación Central era un lugar de encuentro entre las personas de Barrancas y marcaba el límite geográfico-social con la ciudad.

En el siglo XIX, Las Barrancas es aún considerada como una aldea cuyo núcleo inicial creció en función del Camino de San Pablo, avenida de acceso a Santiago. A medida que la ciudad se extiende se inicia la incorporación de sectores rurales como barrios de la ciudad los que, hacia el sector poniente, se configuran como poblaciones populares de baja calidad de vida.

« Las Barrancas (Las).-—Aldea del departamento de Santiago, situada á ocho ó nueve kilómetros hacia el O. de su capital y por la inmediación del paraje del Resbalón. Contiene una iglesia, que es la de la parroquia de San Luis Beltrán instituida en 13 de enero de 1868, oficina de regístro civil y pocos habitantes. Deja próxima al S. el caserío de Espejo».
Astaburuaga Cienfuegos, Francisco (1899). Diccionario Geográfico de la República de Chile.

A partir del siglo XX la ciudad inicia un proceso cada vez más acelerado de expansión conjuntamente con la pérdida de su estructura tradicional, especialmente en los sectores periféricos. Esto es consecuencia, por una parte, de la restricción impuesta por la ley de caminos de 1842.
A partir de 1891 tiene gran incidencia en el proceso de expansión urbana la dictación de la Ley de Comuna Autónoma. Es así como en el mes de diciembre de ese año todo el territorio nacional es dividido en comunas, dando por primera vez gobierno local a aquellos lugares alejados de los centros administrativos mayores. De esta manera, el 25 de febrero de 1897 se crea la comuna de Las Barrancas y sus límites se establecen al norte el río Mapocho y una línea hasta la cumbre del Cerro Bustamante, al este el Camino de Cintura (actual Avenida Matucana), al sur el Camino a Valparaíso (actual Avenida San Pablo), y al oeste desde el Cerro Bustamante hasta la Cuesta Lo Prado. En 1928 se separa la comuna de Quinta Normal al unirse a la ciudad.
En la década de 1950 esta violenta y poco uniforme expansión urbana alcanza su máxima aceleración y los antiguos barrios se unen entre sí iniciando un proceso de conurbación. En este período se intensifica la precarización en Santiago, junto con iniciarse el proceso de industrialización en la ciudad de Santiago comienzan a aparecer los primeros sectores populares de la comuna.
En un período de demandas sociales intensas, surge la operación sitio, donde familias recurren a vías fuera de los cauces legales, como son las tomas de terreno, las que experimentan crecimiento explosivo entre fines de los 60 y comienzos de los 70, llegando hasta más de 300 tomas. Las principales fueron las que dieron origen a las poblaciones Herminda de la Victoria (marzo de 1967), Violeta Parra (febrero de 1969) y Montijo (agosto de 1969). 
En el período del presidente Salvador Allende se consolidaron las tomas realizadas con anterioridad, y se obtuvieron importantes avances para la comuna tales como alcantarillado, pavimentación, consultorios y escuelas. El 13 de octubre de 1975, durante la dictadura militar, se publica el decreto ley 1208, donde Las Barrancas cambia su nombre a Pudahuel, señalándose entre sus motivos la ubicación del entonces Aeropuerto Pudahuel dentro de los límites de la comuna. El 17 de marzo de 1981 se publica el decreto legislativo 1-3260, donde la comuna fue dividida en tres, creándose Cerro Navia y Lo Prado.

## En la cultura popular
- La famosa canción «Luchín» del álbum La Población (1972) de Víctor Jara, comienza diciendo: «Frágil como un volantín, en los techos de Barrancas, jugaba el niño Luchín, con sus manitos moradas, con la pelota de trapo, con el gato y con el perro, el caballo lo miraba».[10][11]
- «Cumbia triste», incluida en el disco "Gonzalo Martínez y sus congas pensantes" (1997), del dúo Gonzalo Martínez, conformado por Jorge González y Dandy Jack, menciona a la antigua comuna como un antepasado directo de la actual comuna de Pudahuel.